# Rue Jean-Pierre-Timbaud
Pour la rue de Gennevilliers, voir Rue Pierre-Timbaud.
La rue Jean-Pierre-Timbaud est une rue du 11e arrondissement de Paris, allant du boulevard du Temple au boulevard de Belleville.

## Situation et accès
Elle fait partie du 11e arrondissement.
Son extrémité orientale, autour de la station de métro Couronnes, est un centre de la communauté musulmane francilienne. On y trouve de nombreux magasins d'articles religieux et plusieurs mosquées à l'activité parfois controversée.

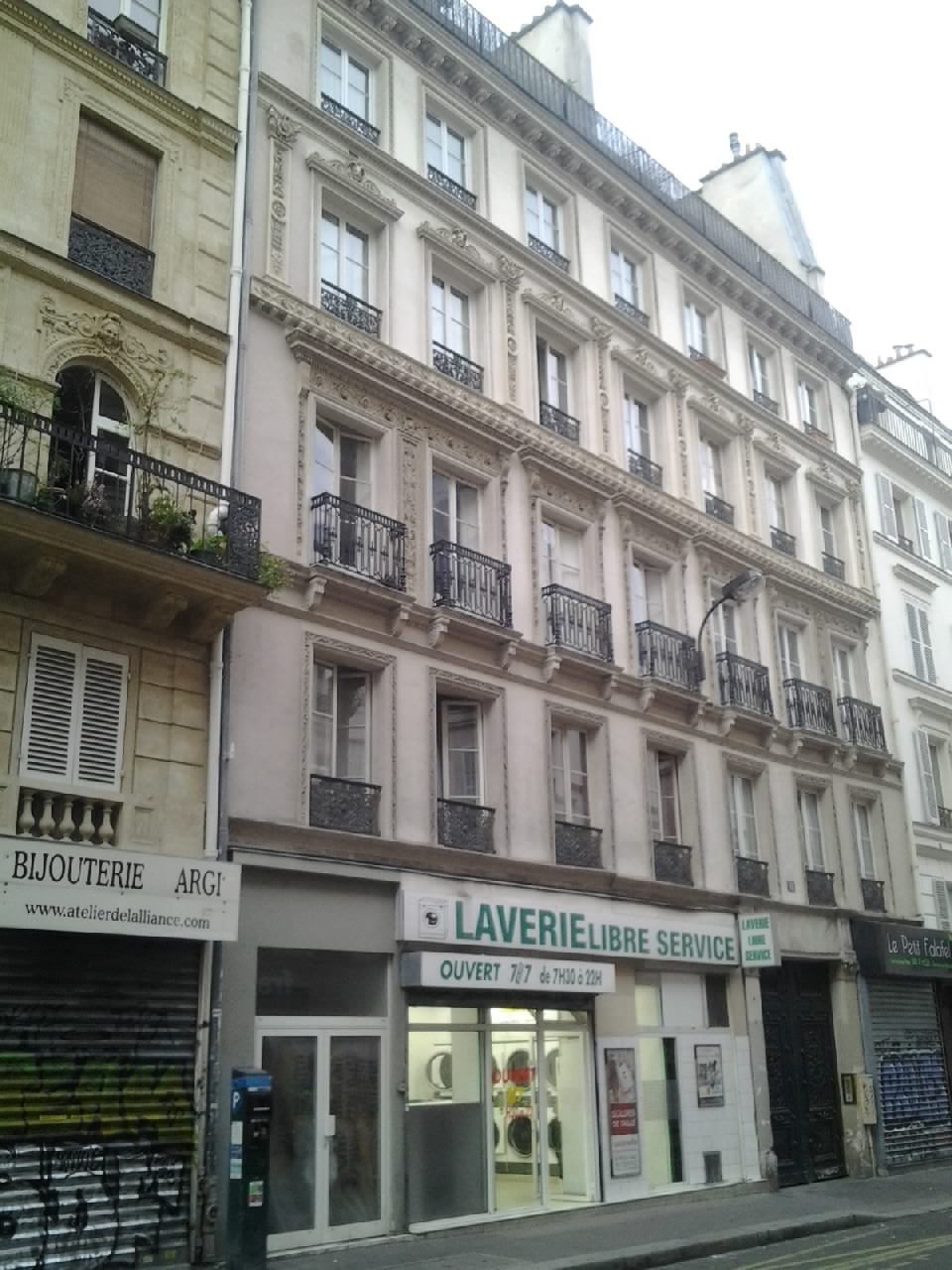
L'immeuble sis 18, rue Jean-Pierre-Timbaud, où Charles Baudelaire habita en 1856 (juillet 2017).

La plus grande partie de la rue, notamment à l'ouest de la rue Saint-Maur est en cours de gentrification comme une grande partie du 11e arrondissement, comme la rue Oberkampf. On y trouve beaucoup d'ateliers artistiques, restaurants et bars.

## Origine du nom

### Rue Jean-Pierre-Timbaud
Cette voie porte le nom du syndicaliste français appartenant à la Confédération générale du travail (CGT) Jean-Pierre Timbaud (1904-1941), fusillé par les nazis.

### Rue d'Angoulême-du-Temple
Jusqu'en 1944-1945, elle a porté le nom de « rue d'Angoulême-du-Temple », également appelée « rue d'Angoulême-au-Marais » ou plus simplement « rue d'Angoulême ».

Le nom de la rue fait référence au duc d'Angoulême, Louis Antoine d'Artois (1775-1844), grand prieur du de France.
Le fait qu’il ait existé deux « rue d'Angoulême » dans Paris explique qu’on leur ait adjoint le nom de leur quartier respectif pour devenir la « rue d'Angoulême-du-Temple » et la « rue d'Angoulême-Saint-Honoré » (actuelle rue La Boétie).

## Historique

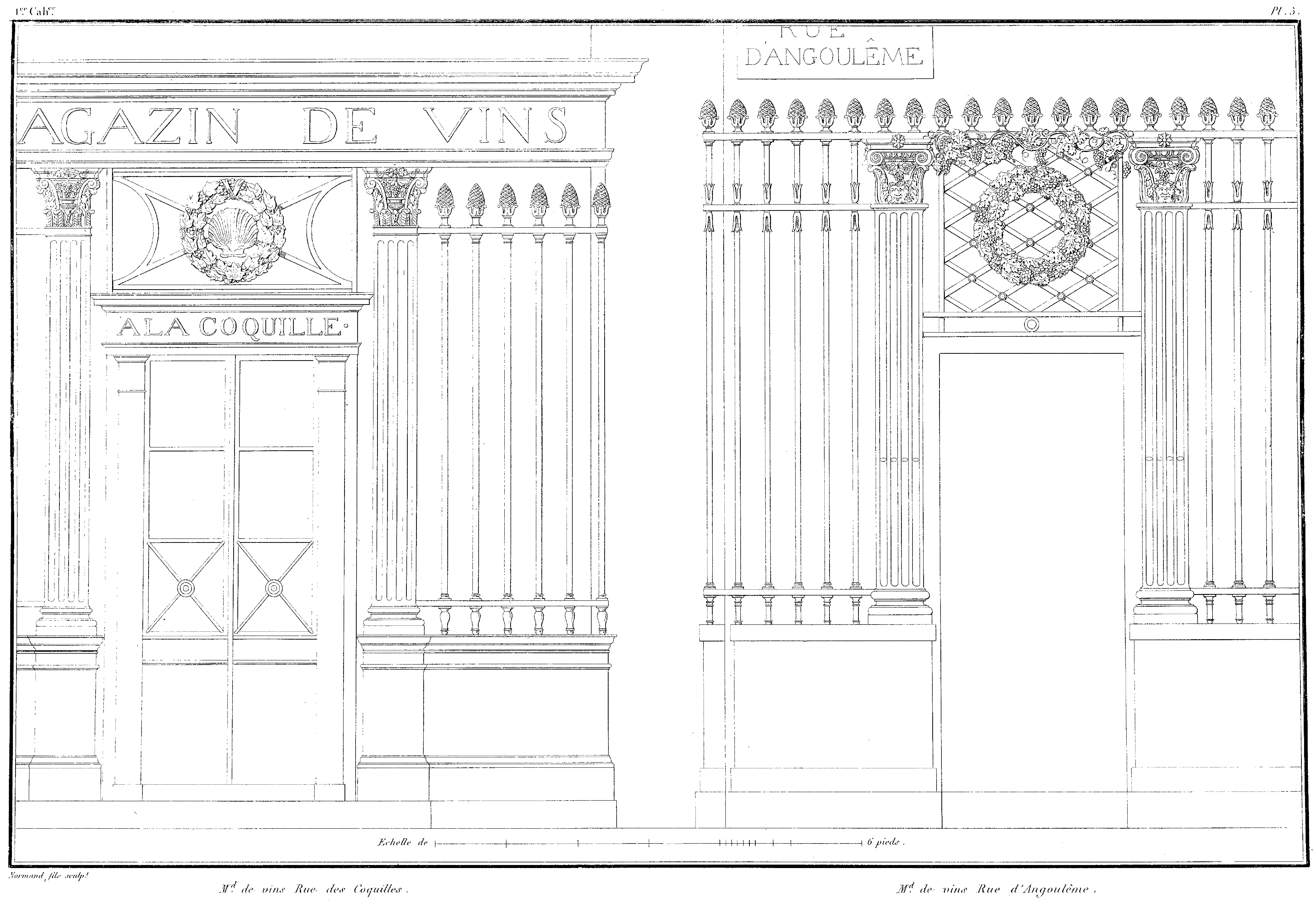
À droite, devanture de boutique sur la rue d’Angoulême.

Cette rue a été ouverte le 13 octobre 1781, sous le nom de rue d'« Angoulême-du-Temple », entre la rue des Fossés-du-Temple à la rue de la Folie-Méricourt. La rue fait partie d'une opération de lotissement dessiné en 1778 par François-Victor Perrard de Montreuil  sous le nom de Nouvelle Ville d'Angoulême pour le compte du grand prieur de France sur des marais situés en contrebas des boulevards (jardins maraichers de la couture extérieure du Temple),.
Elle est ensuite prolongée en plusieurs étapes :
- au sud, jusqu'au boulevard du Temple en 1790[4] ;
- au nord pour se terminer en impasse au niveau de l'actuel no 52 en 1825[4],[6],[7] ;
- jusqu'à la rue Saint-Maur en 1852[8] ;
- jusqu'à la rue Moret en 1859[9].

Dans la première partie du XIXe siècle, la rue était située dans l'ancien 6e arrondissement.

Les numéros de la rue étaient noirs. Avant son prolongement au nord en 1825, le dernier numéro impair était le no 21 et le dernier numéro pair était le no 16.
En 1894, la section de la rue des Trois-Couronnes entre la rue Morand et le boulevard de Belleville est réunie à la rue d'Angoulême. 
Jusqu'à la couverture du canal Saint-Martin, ce dernier coupait la rue en deux. Un pont reliait les deux parties de la rue.
Le 18 décembre 1944, la rue d'Angoulême entre les boulevards du Temple et Voltaire prend le nom de rue Jean-Pierre-Timbaud et le 7 juillet 1945 le reste de la rue prend la même dénomination. Le souvenir de ce nom est encore présent dans le nom de la cité d'Angoulême.
Elle fut, des années durant, célèbre dans le monde ouvrier et syndical pour avoir abrité dans la maison des Métallos, située à proximité de la rue Moret, le principal syndicat français dans les années 1948-1960, celui de la métallurgie. De là partaient les principales manifestations ouvrières.

## Bâtiments remarquables et lieux de mémoire

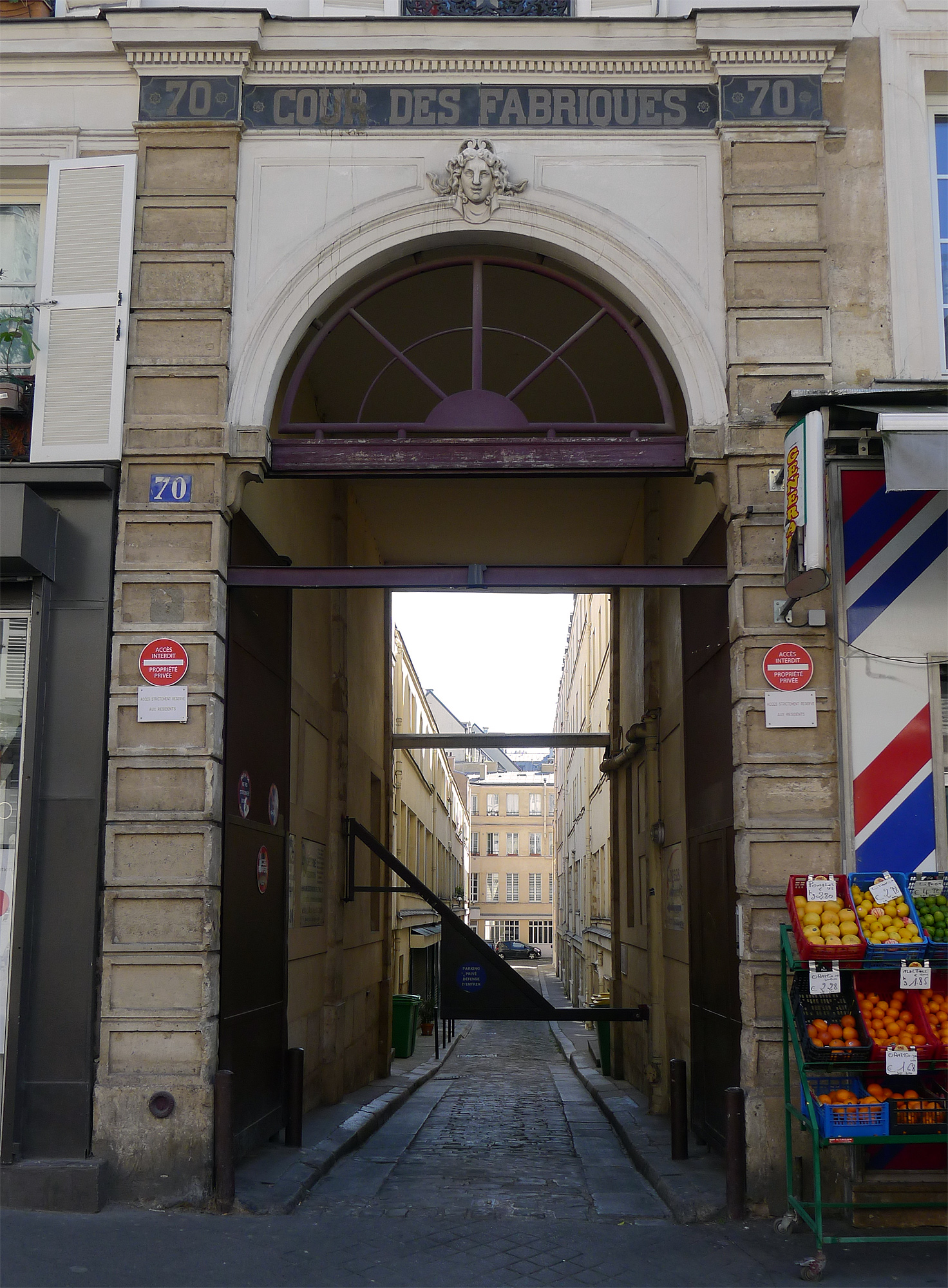
Entrée de la cour des Fabriques.

- Au no 11, se trouve la librairie Carabosses de 1978 à 1979.
- Au no 18, le poète Charles Baudelaire a demeuré de janvier à juin 1856.
- Au n° 52, librairie Violette and Co depuis 2023
- Au no 70, l'entrée de la cour des Fabriques.

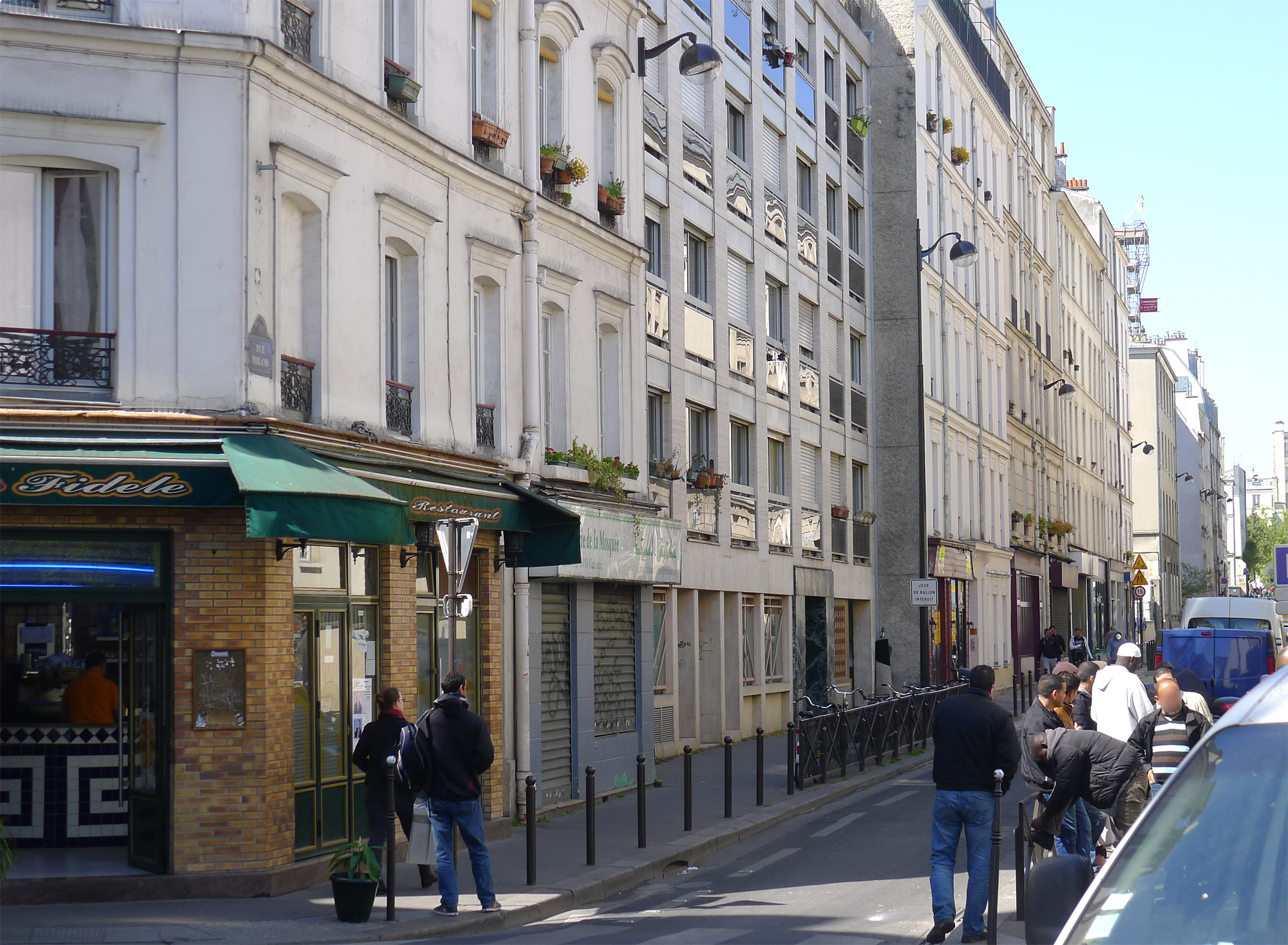
La rue Morand vue depuis la rue Jean-Pierre-Timbaud.

- Au no 79 à l’angle de la rue Morand se situe la mosquée Omar ibn al-Khattâb[11] (entrée principale de la mosquée au 2, rue Morand).
- Au no 81 ter : site du lycée Albert-de-Mun.
- Au no 94 se situe la maison des Métallos.

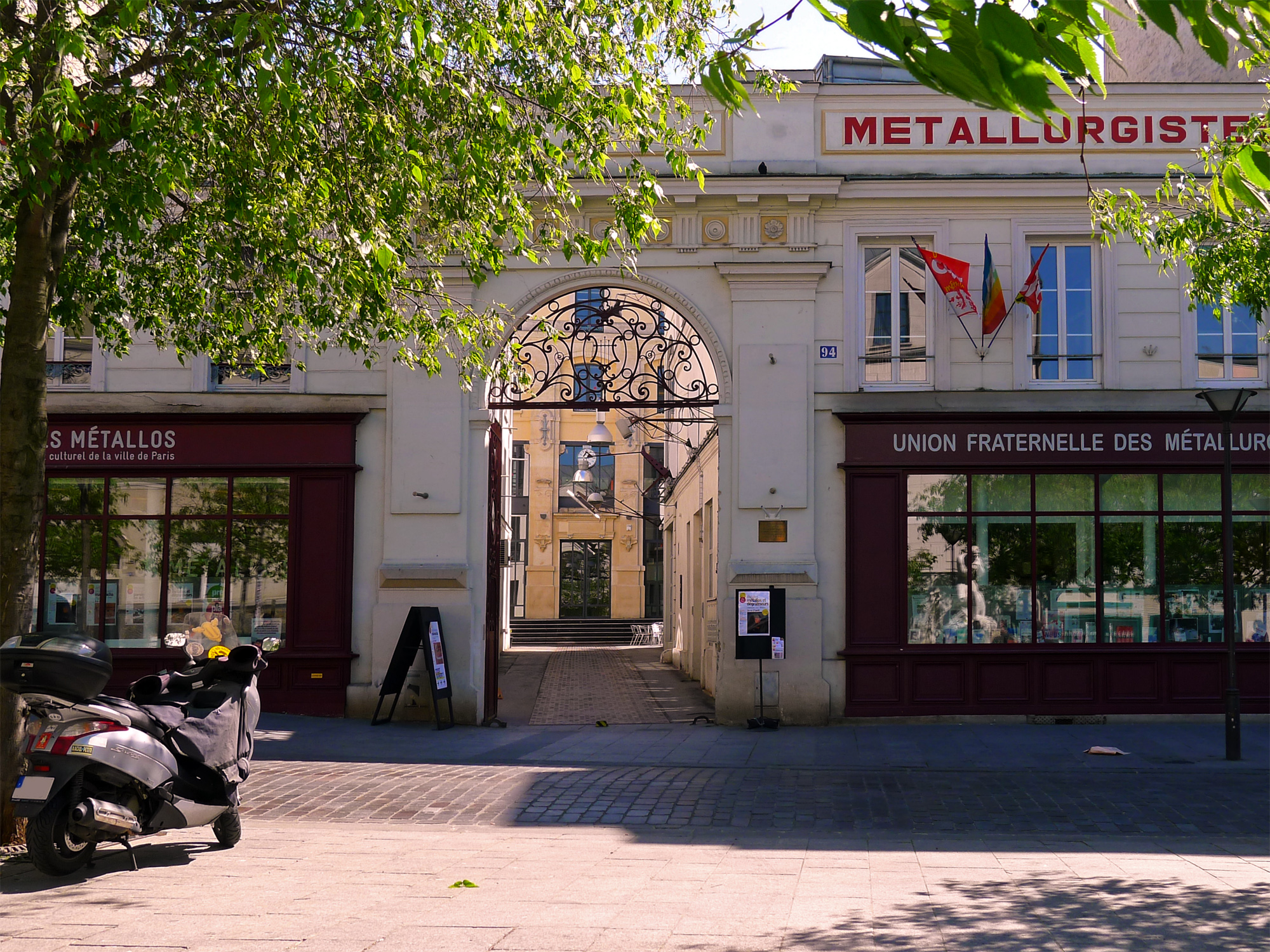
Maison des Métallos : façade sur rue.
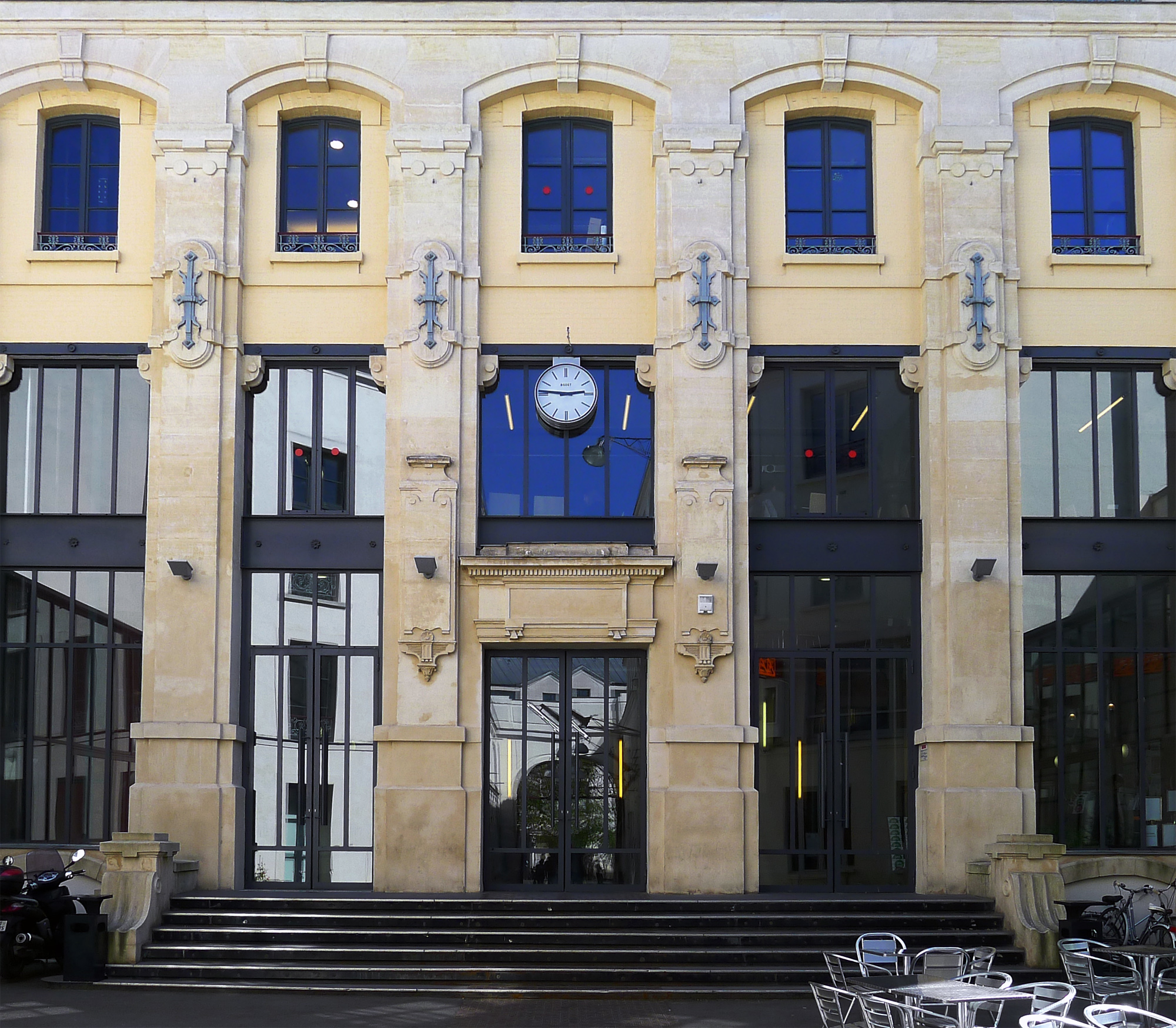
Maison des Métallos : cour intérieure.

### Mosquée Omar ibn al-Khattâb
La mosquée Omar est fondée dans les années 1970 grâce aux dons de commerçants tunisiens du quartier, dirigée par l'imam Mohammed Hammami lié au Tabligh, un mouvement missionnaire originaire du Raj britannique qui contribue à réislamiser la population maghrébine du quartier de Belleville. La présence de cette mosquée dynamique entraîne l'apparition d'un véritable centre islamique dans le quartier, ce qui se manifeste dans la rue Jean-Pierre-Timbaud par la présence de nombreux commerces liés à l'islam, boucheries halal, librairies religieuses, magasins de vêtements islamiques fréquentés par une clientèle originaire de l'ensemble de l'Île-de-France.
Cette présence islamiste est mise en question lors de plusieurs incidents ; ainsi, en janvier 2010, des hommes tentent d'immoler par le feu la comédienne Rayhana alors qu'elle se rendait à la maison des Métallos. Le journaliste Mohamed Sifaoui affirme, quant à lui, avoir été attaqué à deux reprises dans le quartier et estime que « la rue Jean-Pierre-Timbaud est un territoire qui n’appartient plus à la République ».
Toutefois, après l'expulsion d'un prêcheur radical en 2012, la mosquée est reprise en main par une nouvelle équipe. Située à moins de 1 km de certains lieux des attentats du 13 novembre 2015, elle affiche une banderole « Pas en mon nom » et organise une journée portes ouvertes en liaison avec les autres cultes du quartier. L’imam de la mosquée, Abdelkader Achour, déclare : « Les terroristes souhaitent mettre à mal le vivre-ensemble dans notre quartier, symbole de métissage. Mais un tel acte ne fait que renforcer notre détermination. » Dans le livre Rue Jean-Pierre Timbaud publié en 2016, la journaliste Géraldine Smith revient sur ce constat en regrettant son aveuglement concernant la montée progressive du communautarisme dans le quartier.

## Sources et bibliographie
- Frédéric Lock, Dictionnaire topographique et historique de l'ancien Paris avant l'annexion, 1855.
- Géraldine Smith, Rue Jean-Pierre Timbaud : Une vie de famille entre barbus et bobos, Éditions Stock, 27 avril 2016, 200 p. (ISBN 978-2-234-08168-0, lire en ligne).